# Bär (Wappentier)

Bär im Wappen einer der beiden Appenzeller Halbkantone

Bär als Wappentier von Všeruby u Kdyně

Der Bär als Wappentier ist in seiner Darstellung wenig heraldisch stilisiert.
Seit dem Mittelalter ist er als Heroldsbild bekannt. Zuerst auf Siegel der Bernburger Linie des Hauses der Askanier erwähnt, hat er sich in der Heraldik seinen Platz erobert.
In den Berliner Wappen ist er stilisiert, aber die oft natürliche Darstellung ist in Schweizer Wappen (Stadt und Kanton Bern) anzutreffen. Der aufrechte Gang findet sich dagegen bei den Kantonen Appenzell Ausserrhoden, -Innerrhoden sowie der Stadt St. Gallen (mit goldenem Halsband), was Widerstandskraft und Sich aufbäumen bedeuten kann.
Der Bär wird meist schwarz, häufig silbern, selten rot oder andersfarbig aufgerichtet (Berlin, Roßlau), schreitend (Bernau im Schwarzwald, Bernsdorf, Sandersleben (Anhalt)), fangbereit, wachsend (Güntersberge, Zeulenroda) bisweilen gekrönt, mit Kette oder Halsband (St. Gallen) dargestellt. Vielfach schreitet er auf Zinnen, zum Beispiel in den Wappen von Radegast, Raguhn, Zerbst und auch von Güsten. Fast alle diese Bären entstammen den anhaltischen Hauswappen.
Heraldisch wird der Bär mit Hellebarde als Landsknecht und mit Axt als Tanzbär blasoniert. Dazu kommt vielfach im Hintergrund die Farbe Gelb (heraldisch: Gold) vor, um auf das edle Geblüt des Bären (siehe auch unten) aufmerksam zu machen. Manchmal ist der Hintergrund auch in Weiß (heraldisch: Silber) gehalten.
Teile des Bären, wie die Tatze oder der Kopf (Bärenstein (Altenberg)) finden sich ebenfalls in Wappen. Die Farbe der Bewehrung (Krallen, Zunge) kann abweichend sein. Oft wird das Tier bezungt dargestellt.
In vielen Wappen hat der Bär (schwarz tingiert) den Namen von Albrecht I. symbolisch übernommen. Der Markgraf von Brandenburg hatte den Beinamen der Bär oder der Schöne. Alle Wappen dieser Linie haben mehr oder weniger zum Wappentier eine Beziehung. Historisch nicht absolut gesichert, aber doch wahrscheinlich ist die Herkunft des Bären in den Wappen der Stadt St. Gallen und der beiden Appenzell aus der Legende des Heiligen Gallus, dem von einem Bären Feuerholz herbeigetragen worden sein soll.
In den Wappen von Bernsdorf (Oberlausitz), Bärenstein (Erzgebirge), Bärnbach oder Bern ist der Bär lautmalerisch in die Ortsnamen übergegangen.
Im Wappen von Schelesnogorsk ist ein silbern bewehrter goldener Bär durch die drei Umlaufbahnen eines silbernen Atoms gebunden.
Das Siegel Kaliforniens zeigt auch einen Grizzlybären, während auf dem Wappen Grönlands wenig überraschend ein Eisbär dargestellt ist.
Schildhalter sind Bären im früheren Gliedstaat Anhalt. Hier befindet sich ein drittes Tier in der Helmzier, alle sind gekrönt.

## Beispiele

Bärenstein (Altenberg), Version 1997
Bärenstein (Erzgebirge)
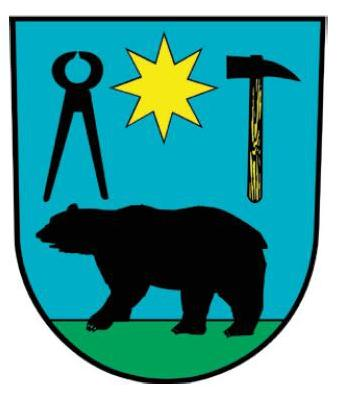
Bärn (Mähren, Tschechien)
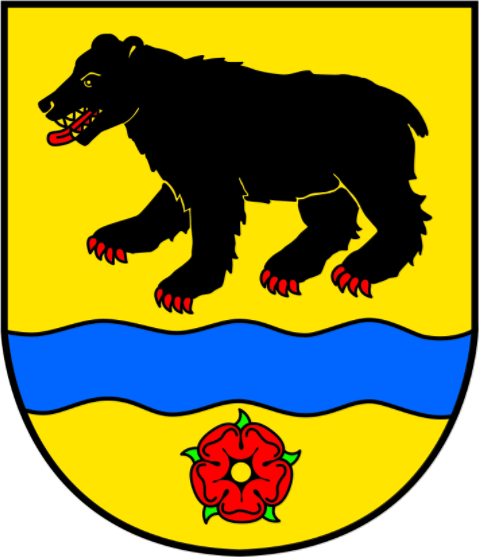
Bärnbach
Beerfelden (Odenwald)
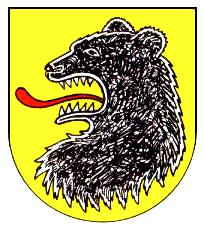
Berau (Landkreis Waldshut)
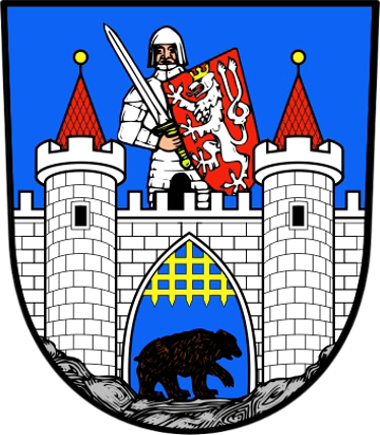
Beraun (Böhmen, Tschechien)
Berlin
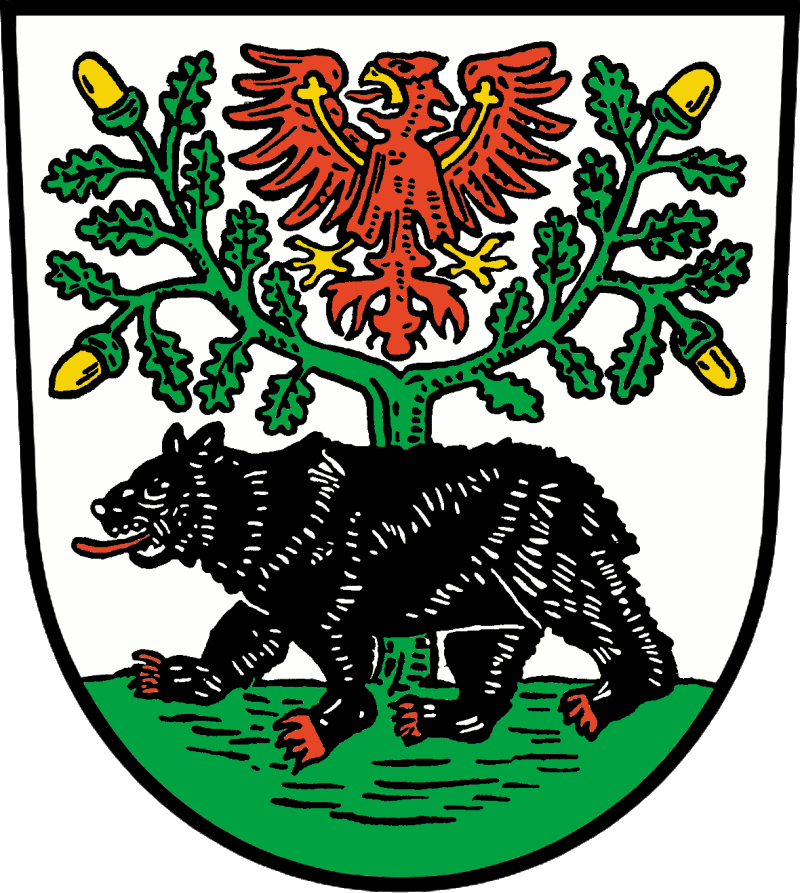
Bernau bei Berlin
Bern (Stadt und Kanton)
Bernau im Schwarzwald
Berstett (Elsass)
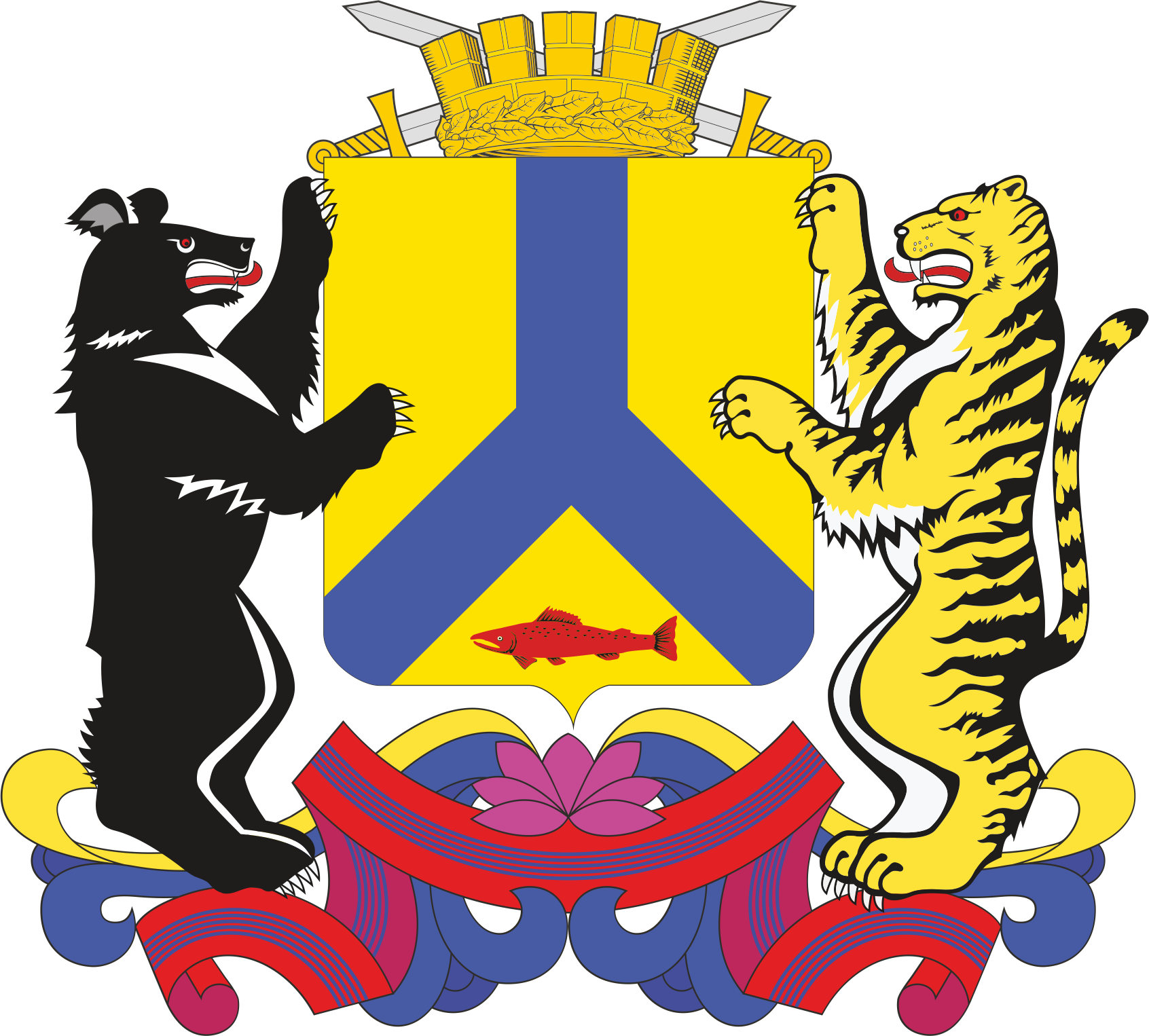
Chabarowsk (Russland)
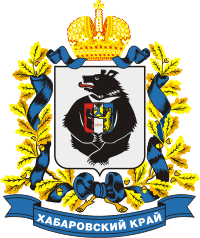
Region Chabarowsk (Russland)
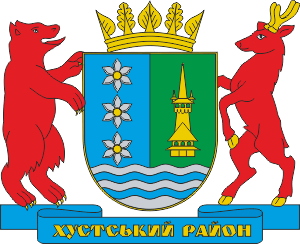
Rajon Chust (Ukraine)
Dielsdorf ZH
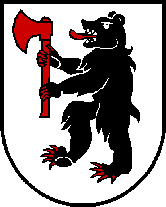
Eggerding (Oberösterreich)
Egloffstein (Bayern)
Esens (Ostfriesland)
Haiming (Oberbayern)
Hammerfest (Norwegen) mit Eisbär
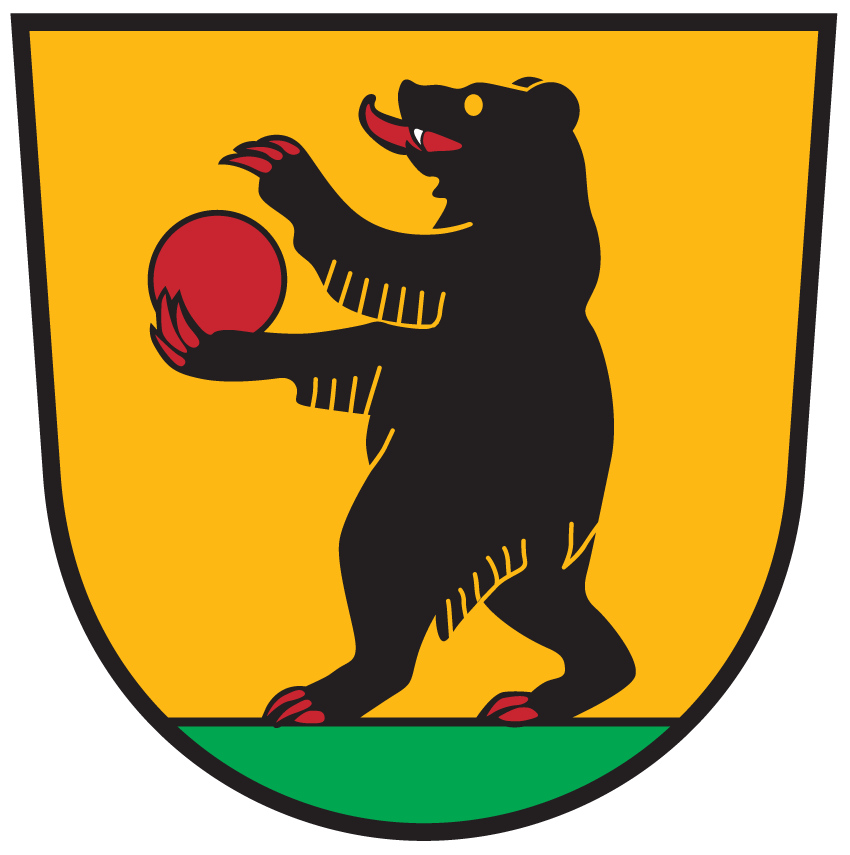
Irschen (Kärnten)
Autonomer Kreis der Jamal-Nenzen (Russland)
Jaroslawl (Russland)
Oblast Jaroslawl (Russland)
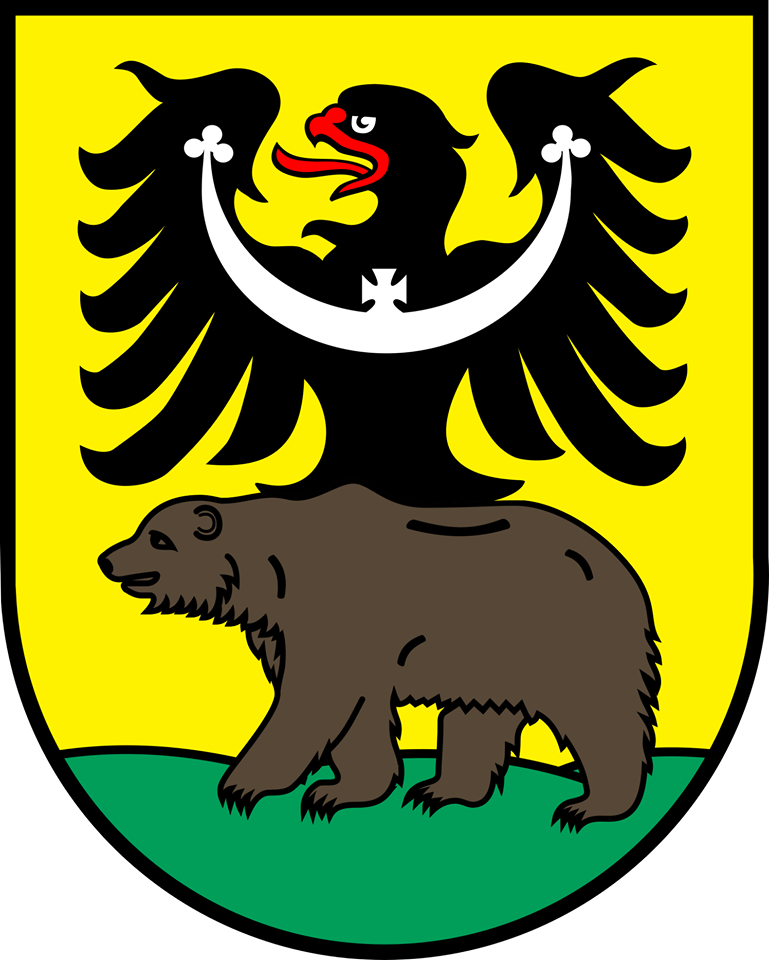
Freiwaldau (Schlesien, Tschechien)
Republik Karelien (Russland)
Madrid (Spanien)
Mainbernheim (Bayern)
Mari El (Russland)
Nanortalik (Grönland)
Nellingen
Neumark (Böhmen, Tschechien)
Norilsk, Region Krasnojarsk (Russland)
Orvin BE
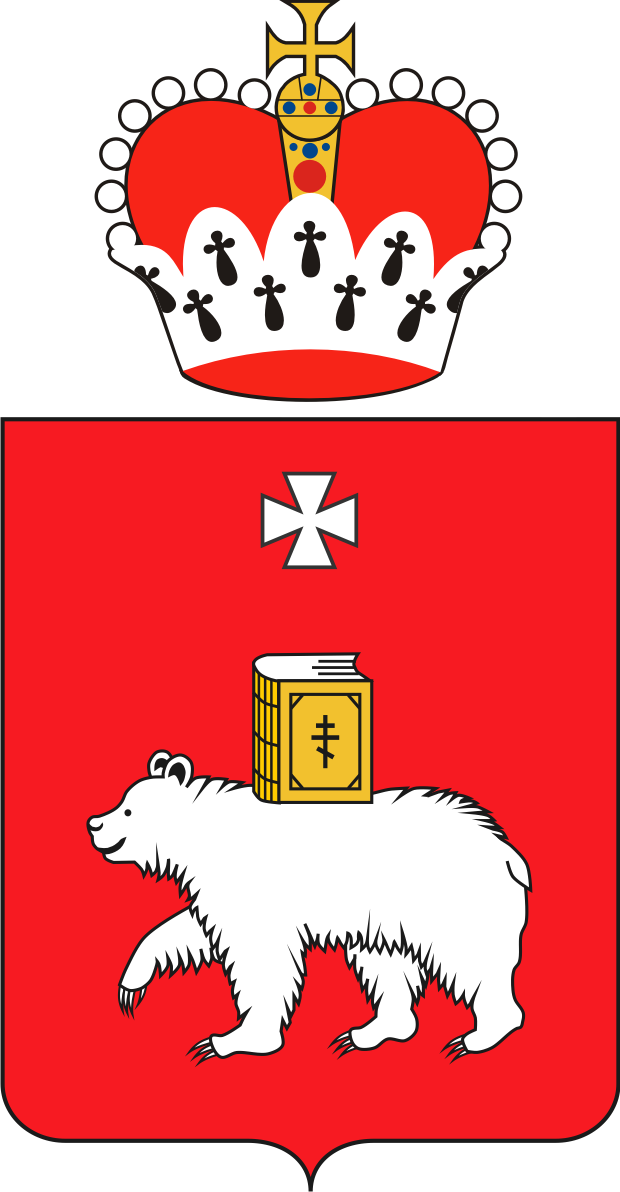
Region Perm (Russland)
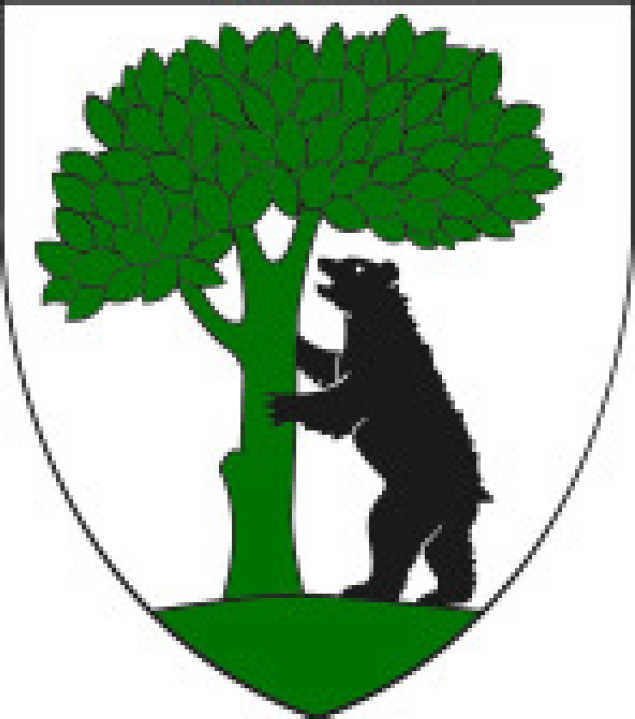
Pernegg (Niederösterreich)
Sachsen-Anhalt (Deutschland)
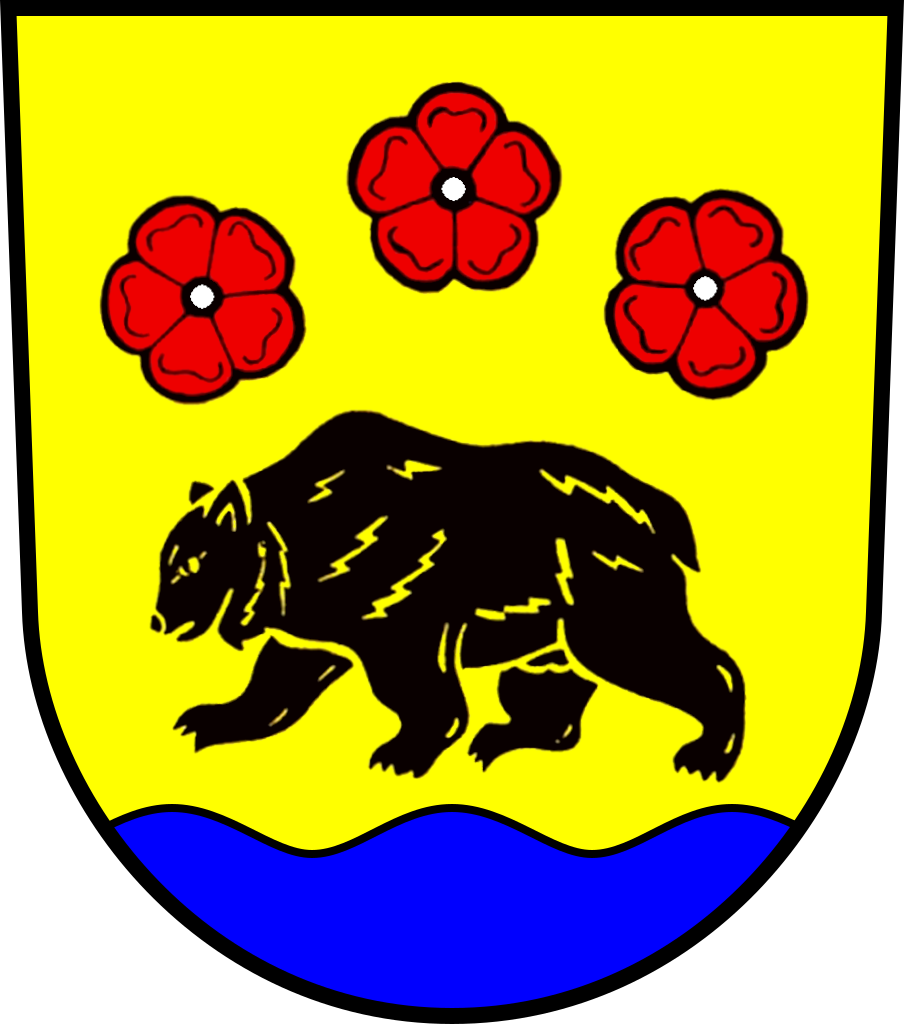
Sandhübel (Schlesien, Tschechien)
Smarhon (Belarus)
St. Gallen/CH
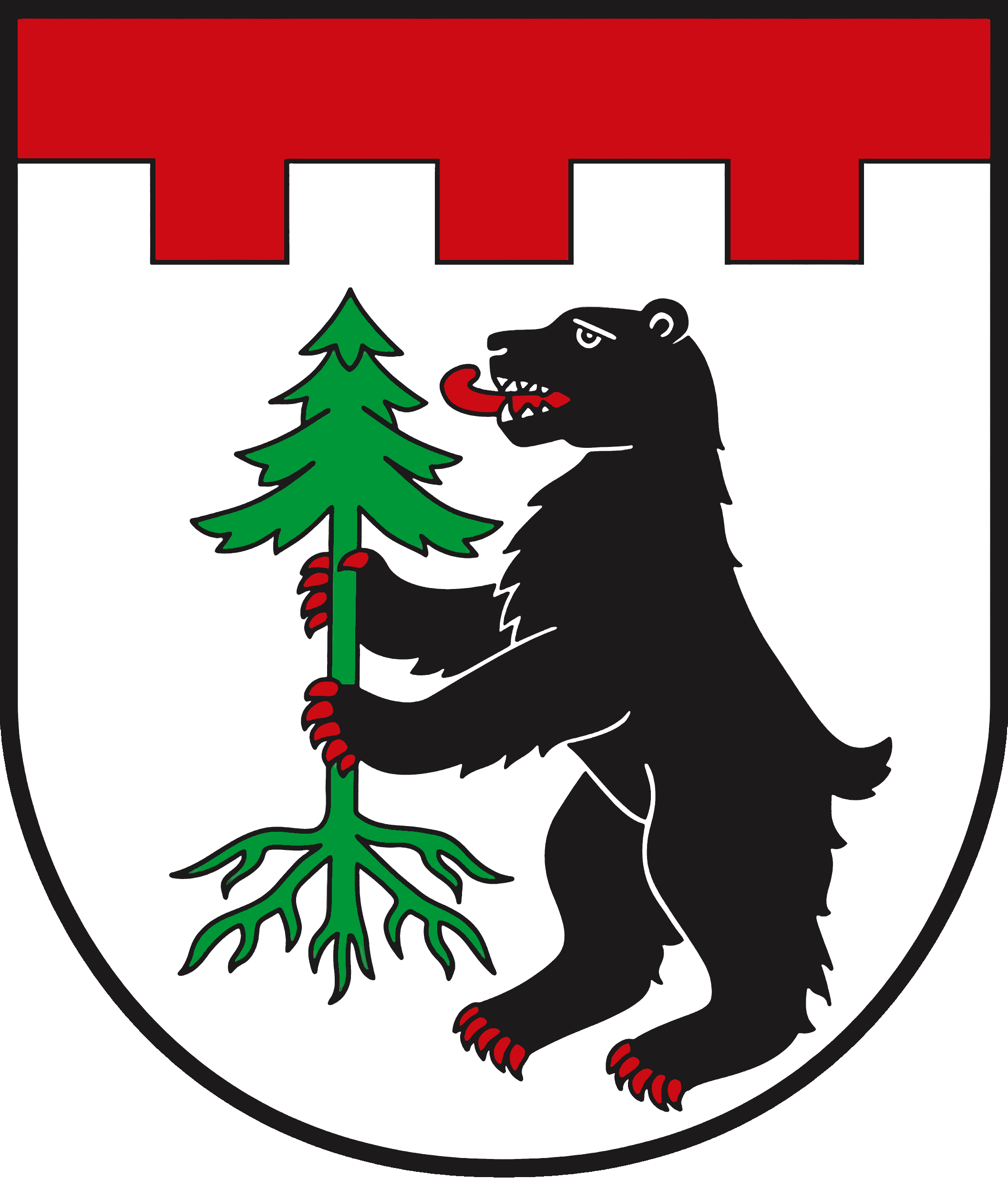
St. Gallen (Steiermark)
Perm (Russland)
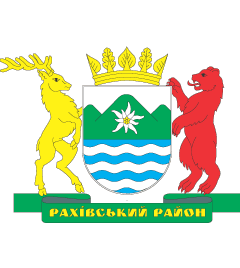
Rajon Rachiw (Ukraine)
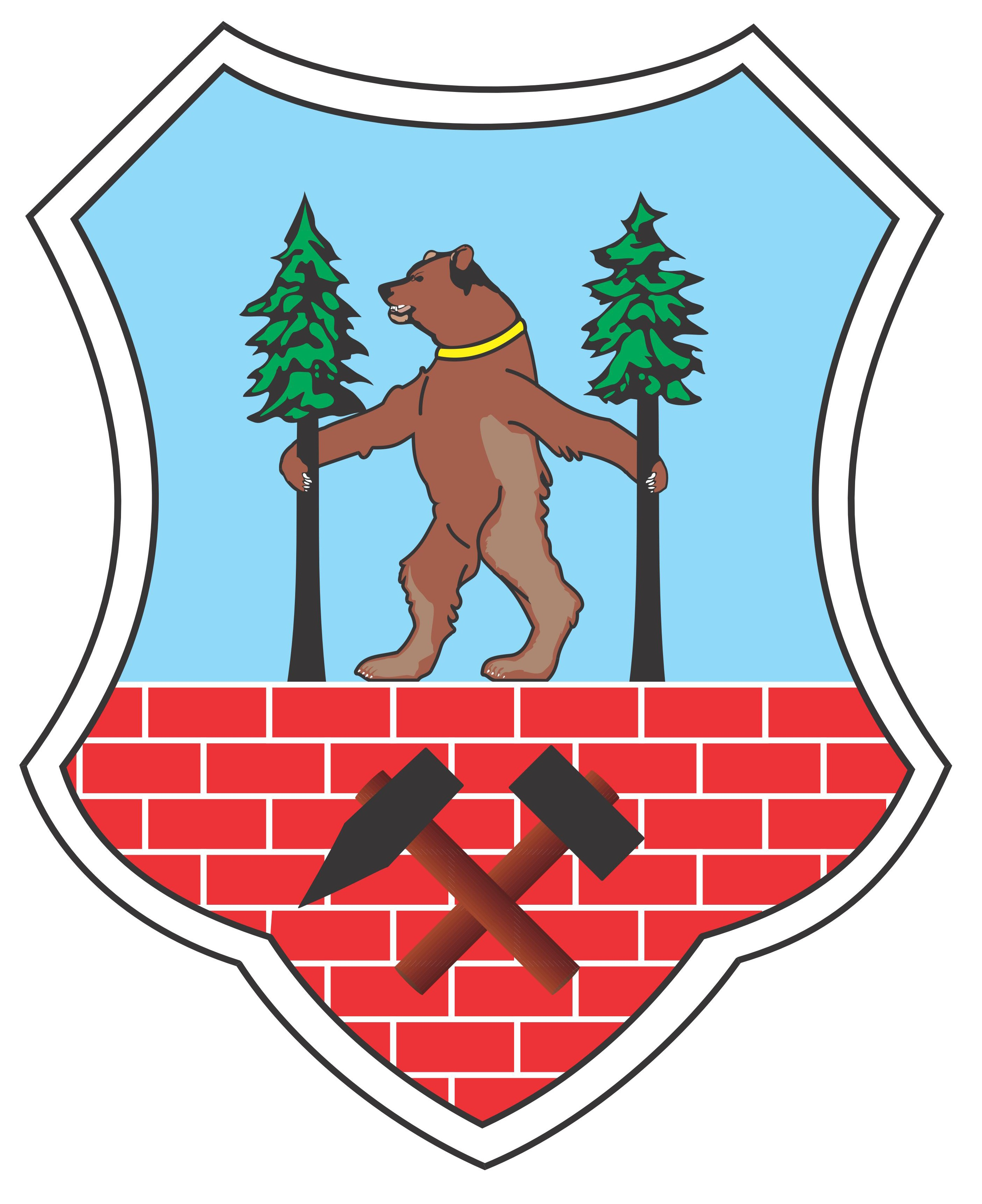
Schatzlar (Böhmen, Tschechien)
Schelesnogorsk, Region Krasnojarsk (Russland)
Seitenberg (Polen)
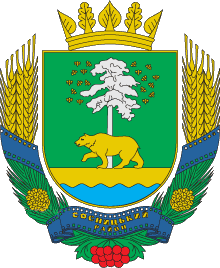
Wappen Rajon Sosnyzja (Ukraine) bis 2020
Stettfeld
Syktywkar (Russland)
Trogen AR
Wappen von Tschernjachowsk (bis 1946 Insterburg/ Ostpreußen, dessen seinerzeitiges ansonsten gleiches Wappen keinen Schildhalter aufwies)
Autonomer Kreis der Tschuktschen (Russland)
Oblast Transkarpatien (Ukraine)
Węgrów (Polen)
Weliki Nowgorod (Russland)
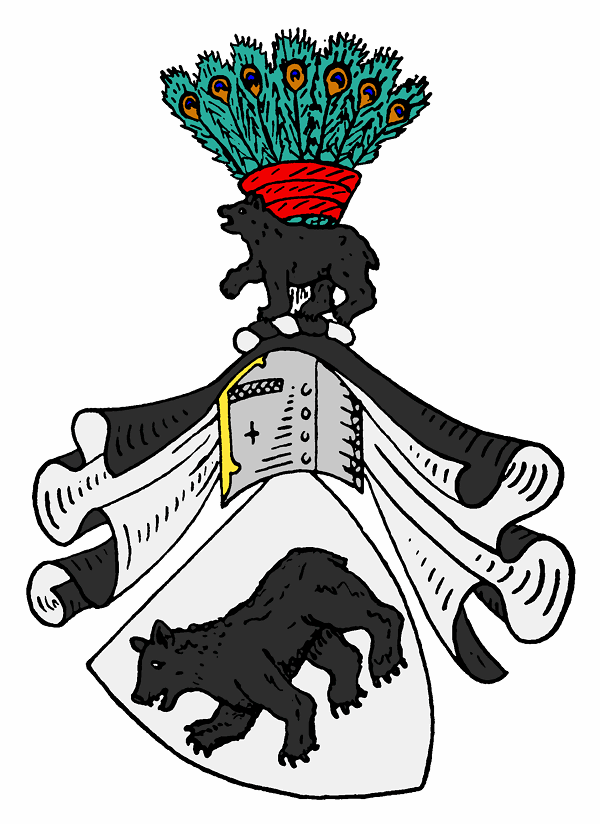
Wappen der Familie von Behr
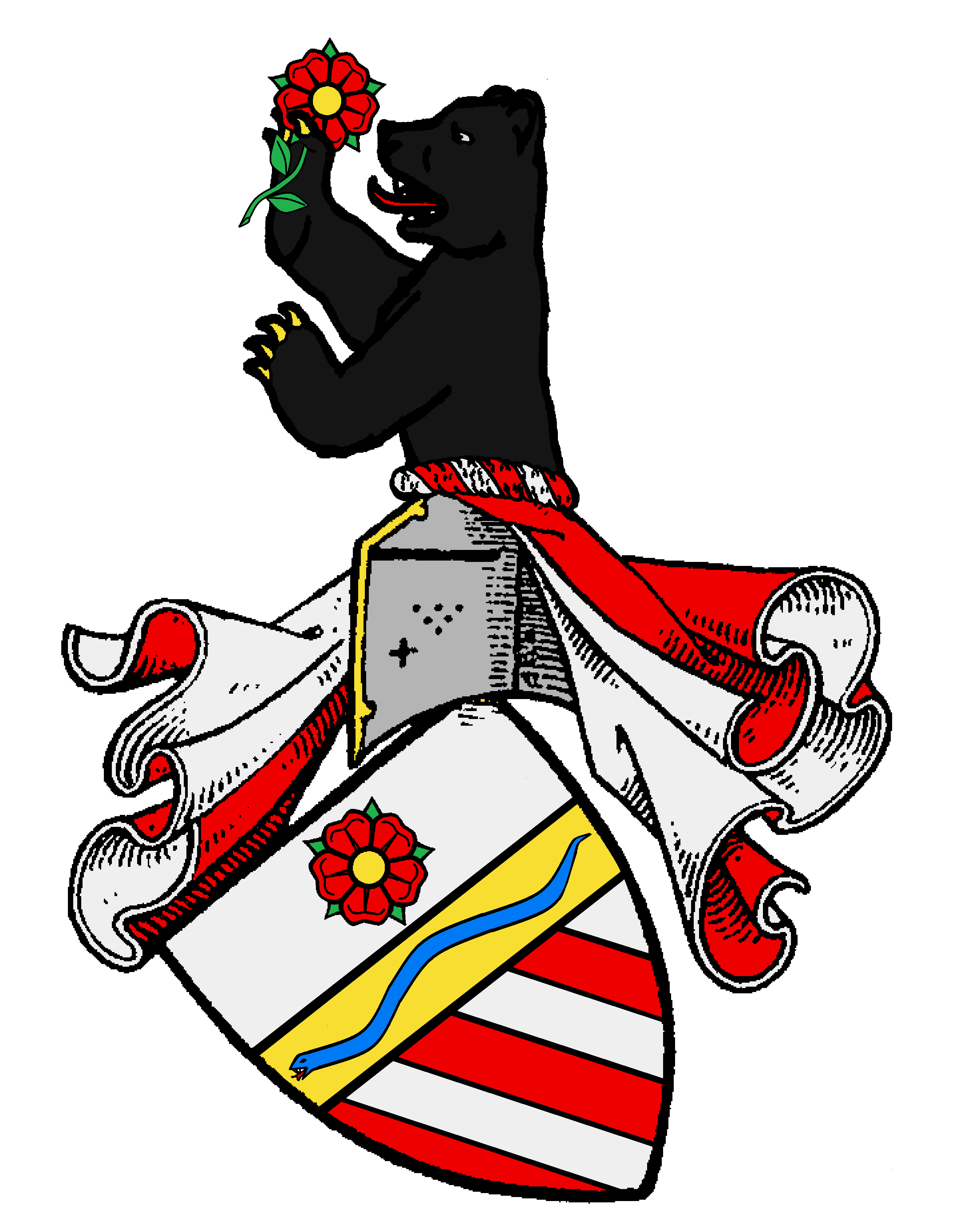
Adelsfamilie Orsini (Italien)